# 481
L'any 481 (CDLXXXI) va ser un any comú que començava dijous del calendari julià.

## Esdeveniments
- Tarraconense: Els visigots d'Euric travessen els Pirineus per primera vegada en nom propi i no com a aliats dels romans, sota el comandament del comte Gauteric, i s'expandeixen ràpidament amb la intenció de quedar-se.
- Regne Franc: Clodoveu I puja al tron, succeint el seu pare Khilderic I.
- Durrës (Il·líria): Els ostrogots de Teodoric el Gran ataquen la ciutat, a l'inici de la seva campanya per la regió i per Dalmàcia.
- Armènia: Esclata una rebel·lió nacional contra els perses sassànides, encapçalada per Baanes I Mamiconi.
- Cartago: Sant Eugeni és nomenat bisbe de la ciutat.

## Necrològiques
- 21 d'agost - Clarmont d'Alvèrnia (Gàl·lia): Sant Sidoni Apol·linar, escriptor, senador romà i bisbe de la ciutat.
- Tournai (Regne Franc): Khilderic I, rei.